# Televizní síť
Televizní síť je telekomunikační síť pro distribuci televizního programu. Tvořena je skupinou televizních stanic, přičemž centrum sítě poskytuje buď veškerý program, nebo jen jeho část. Pojem se užívá tradičně především ve Spojených státech, kde klasické "celostátní stanice" jako NBC, CBS či ABC jsou de facto sítí více nebo méně propojených lokálních stanic, které přebírají část programu z centrály a část si tvoří samy - většinou lokální zpravodajství apod. V Evropě velké celostátní stanice, jako Československá televize, vznikly jinak. Byly de facto také sítěmi, avšak jednotlivé vysílače sloužily jen jako replikátory centrálního programu, takže pojem televizní síť se stal synonymem pojmu televizní stanice nebo televizní kanál. V americké televizní branži se charakter sítě určuje často podle míry, v jaké hlavní řídicí centrum sítě je schopno technicky a administrativně převzít programování svých přidružených subjektů v reálném čase, pokud to považuje za nezbytné - nejčastějším příkladem jsou velké národní zpravodajské události. Popularita jednotlivých pořadů v USA je dána tím, kolik lokálních stanic sdružených do sítě převezme ten který pořad. Některé v tomto rozhodování mají větší, jiné menší autonomii. Podobné je to v otázce reklamy: některé stanice mají právo přerušovat program vkládáním vlastních reklam (těch lokálních, zisk z nichž plyne přímo lokální stanici), jiné nikoli. Pokud je autonomie stanice vysoká, hovoří se o tzv. regionální variaci. Řada televizních sítí vznikla ze sítí rozhlasových. Princip televizní sítě je z podstaty věci typický pro velké země, obzvlášť ty, kde je několik časových pásem a jedno plně identické vysílání by ani nedávalo logiku (hlavní večerní pořad by v jiné části země běžel po poledni). Pro menší lokální stanice v takových zemích bylo historicky výhodné se do sítí zapojovat, takže hlavní sítě si získaly (zejm. v USA) takřka oligopolní pozici. To však změnilo kabelové a satelitní vysílání, kdy tradičním sítím vyrostli noví konkurenti jako Fox Broadcasting Company, HBO apod. Ještě další rozrůznění trhu přinesl internet (Netflix). V České republice princip televizní sítě de facto neexistuje, byť centrum jednotlivých vysílatelů (držitelů licence) může poskytovat prostor lokálním vysílatelům nebo svým regionálním studiím (činí tak Česká televize, ve svých počátcích tak činila televize Prima, resp. Premiéra, kterou k tomu zavazovaly licenční podmínky). Rozdělení vysílání jednoho držitele licence (např. TV Nova) do několika kanálů (např. Nova Fun, Nova Cinema apod.) není televizní sítí.